# Maximilian von Weichs
Maximilian Maria Joseph Karl Gabriel Lamoral Reichsfreiherr von Weichs zu Glon, nemški feldmaršal, * 12. november 1881, Dessau, † 1954, Köln.
von Weichs je v vojaško službo nastopil leta 1900, ko se je pridružil vrstam bavarske konjenice. Kasneje je postal član različnih štabov in kot tak prisostvoval prvi svetovni vojni. V vojski je ostal tudi v povojnem času in leta 1935 vodil takrat novo 1. tankovsko divizijo. Leta 1938 je kot poveljnik korpusa sodeloval pri priključitvi Sudetov, naslednje leto pa pri napadu na poljsko. Zatem je napredoval do poveljnika armade in leta 1941 vodil nemško drugo armado pri napadu na Sovjetsko zvezo. Leta 1942 je prevzel vodenje novoustanovljene Armadne skupine B, ki je nadzirala armade v stalingrajski bitki. Ker je ob ruski protiofenzivi predlagal umik, je pri Hitlerju padel v nemilost in potem ni več dobival pomembnejših nalog. Je pa 1. februarja 1943 pridobil najvišji čin Maršala. Zatem je bil umaknjen iz vzhodne fronte na Balkan in tam ostal vse do umika. Leta 1945 so ga Američani aretirali in mu nameravali soditi v Nürnbergu zaradi odgovornosti pri pobojih talcev v protipartizanski kampanji vendar do sojenja ni prišlo zaradi zdravstvenih razlogov.